# Simone Bolelli
Simone Bolelli (Bologna, 8 ottobre 1985) è un tennista italiano.
Tra i migliori doppisti italiani di sempre, nel gennaio 2025 ha raggiunto il 6º posto della classifica mondiale di specialità, eguagliando Andrea Vavassori per la miglior posizione raggiunta da un tennista italiano dal 1973, anno di introduzione del ranking computerizzato. Ha conquistato 18 tornei ATP, tra cui spiccano gli Australian Open nel 2015 vinti in coppia con Fabio Fognini, unico successo ottenuto da una coppia maschile italiana nel Major australiano, nonché nell'era Open in una prova del Grande Slam. È stato inoltre finalista agli Australian Open nel 2024 e nel 2025 e al Roland Garros nel 2024 in coppia con Andrea Vavassori. È inoltre l'unico italiano ad aver raggiunto almeno una volta le semifinali in tutti i Major.
È stato componente della squadra italiana che è riuscita a conquistare la Coppa Davis nel 2023 e nel 2024.
In singolare ha disputato una finale nel circuito maggiore e il suo miglior piazzamento nella classifica ATP è stato il 36º posto nel febbraio del 2009.

## Carriera

### 2002-2004: esordi da professionista e primi titoli ITF
Non ancora diciassettenne, fa le sue prime apparizioni tra i professionisti nel 2002, in settembre perde in singolare entrambi gli incontri disputati nei tornei ITF Futures Italy F4 e Italy F5; in quest'ultimo torneo vince il suo primo titolo in doppio in coppia con Filippo Figliomeni, battendo in finale Florian Allgauer / Stefano Mocci. A novembre esordisce nel circuito Challenger perdendo al primo turno in doppio a Milano. In questo periodo comincia a soffrire di pubalgia e per circa un anno e mezzo è costretto a giocare saltuariamente. Vince i suoi primi incontri in singolare nell'agosto 2003 all'Egypt F1 e viene sconfitto in semifinale dal nº 485 del mondo Jaroslav Pospisil. Quello stesso mese vince il primo incontro in un torneo Challenger in doppio a Manerbio, la settimana successiva accede al secondo turno in singolare al Brindisi Challenger per il ritiro dell'avversario e perde contro Galo Blanco, chiudendo l'anno al 623º posto del ranking.
Risolti i problemi di pubalgia, nel marzo 2004 inizia a giocare con continuità e in maggio alza il primo trofeo in singolare battendo Alex Vittur nella finale dell'Italy F8, torneo nel quale vince assieme ad Alberto Brizzi anche il suo secondo titolo in doppio. Due mesi più tardi gli riesce l'impresa di vincere il titolo in singolare e in doppio anche nell'Italy F15 della sua Bologna. Gioca con maggiore frequenza nei Challenger e in settembre disputa la prima semifinale di categoria a Brasov, persa 1–6, 6–7 contro il giocatore di casa Victor Ionita. Ottiene alcuni altri buoni risultati in singolare e in novembre arriva alla 261ª posizione nel ranking ATP.

### 2005: infortunio al polso, prima finale Challenger e top 200 in singolare
Un infortunio al polso lo costringe a operarsi e a diversi mesi di convalescenza, rientra nel circuito nel giugno del 2005 e disputa i suoi ultimi tre tornei ITF in carriera, nei quali il miglior risultato è la semifinale in singolare al Netherlands F1. A inizio luglio conquista la medaglia di bronzo in singolare ai XV Giochi del Mediterraneo. Viene quindi eliminato in semifinale nei Challenger di Rimini e Tampere; nel torneo romagnolo ha la meglio nei quarti sul nº 83 del ranking Jiri Vanek, primo top 100 sconfitto in carriera. Il 7 agosto gioca la sua prima finale Challenger a Trani, nella quale viene sconfitto da Lukáš Dlouhý per 6–4, 6–4, e a fine torneo fa il suo ingresso nella top 200. A fine mese fa la sua prima esperienza in un torneo del circuito maggiore agli US Open e viene sconfitto nelle qualificazioni. In settembre fa il suo esordio nel circuito maggiore grazie a una wild-card per il torneo di doppio di Palermo, in coppia con Davide Sanguinetti supera al primo turno Óscar Hernández / Álex López Morón e al secondo vengono sconfitti in tre set da Martín García / Mariano Hood, che si aggiudicheranno il titolo. In ottobre viene eliminato in singolare anche nelle qualificazioni all'ATP di Basilea.

### 2006: primi titoli Challenger e 123º nel ranking di singolare
Inizia il 2006 con le sconfitte nelle qualificazioni di quattro tornei del circuito maggiore, tra cui gli Australian Open. A febbraio si ritira durante la finale al Challenger di Bergamo e a inizio aprile perde quella in doppio al Challenger di Napoli in coppia con Fabio Fognini. Alcuni altri buoni risultati in singolare lo portano in questo periodo al 170º posto del ranking. Sempre in aprile gioca per la prima volta in un ATP Masters Series nel torneo di doppio a Monte Carlo, in coppia con Andreas Seppi raggiunge i quarti di finale e vengono eliminati dalle teste di serie nº 3 Fabrice Santoro / Nenad Zimonjić. In maggio fa il suo esordio in singolare nel circuito maggiore con una wild-card per gli Internazionali d'Italia e al primo turno perde in tre set contro il nº 39 ATP Fernando Verdasco; esce al primo turno anche nel torneo di doppio assieme a Seppi.
Fallisce le qualificazioni al Roland Garros e a Wimbledon, e a inizio luglio conquista a Biella il suo primo titolo Challenger con il successo in finale su Ivo Minář con il punteggio di 7–5, 3–6, 7–6. Subito dopo supera per la prima volta le qualificazioni in un torneo ATP a Stoccarda ed esce al primo turno del tabellone principale. A fine mese perde al Challenger di Recanati la finale in singolare contro Davide Sanguinetti, insieme al quale si impone in quella in doppio. Eliminato nelle qualificazioni agli US Open, in settembre si aggiudica la finale del Challenger di Como sconfiggendo in tre set Federico Luzzi. Supera le qualificazioni ed esce al primo turno in entrambi i tornei ATP di Vienna e Basilea, periodo nel quale porta i suoi best ranking alla 123ª posizione in singolare e alla 158ª in doppio.

### 2007: due titoli Challenger, prime vittorie nel circuito ATP, esordio in Coppa Davis e top 100
Eliminato al primo turno a Chennai e nelle qualificazioni degli Australian Open, in febbraio perde la finale del Challenger di Bergamo contro Fabrice Santoro. Vince i suoi primi incontri nel circuito maggiore contro Gaël Monfils e contro il nº 22 del ranking Dmitrij Tursunov al Masters Series di Miami, prima di essere sconfitto da David Ferrer. A inizio aprile fa il suo esordio in Coppa Davis nella sfida persa 3-2 contro Israele, viene battuto nel primo singolare da Noam Okun e vince quello ininfluente contro Dudi Sela. Subito dopo perde la finale nel Challenger di Casablanca contro Marin Čilić. A fine mese a Barcellona batte il nº 26 ed ex nº 1 del mondo Marat Safin, esce al secondo turno per mano di Potito Starace e a fine torneo entra per la prima volta nella top 100. La settimana successiva vince il suo primo Challenger della stagione a Tunisi battendo Andrei Pavel in finale.
Viene sconfitto al primo turno agli Internazionali d'Italia e al Masters Series di Amburgo e riprende l'ascesa nel ranking al suo debutto nel tabellone principale di un torneo dello Slam al Roland Garros, vincendo al primo turno contro l'ex-finalista del torneo Martin Verkerk per poi perdere contro Guillermo Cañas. In questo periodo porta il best ranking alla 65ª posizione. A luglio sconfigge Guillermo García López al Torneo di Wimbledon e viene eliminato al secondo turno dall'ex numero 1 del mondo Lleyton Hewitt. In estate sta più di un mese fuori dal circuito e rientra per la trasferta americana, al suo debutto agli US Open elimina Julien Benneteau e al secondo turno cede a Tomáš Berdych. Nell'ultima parte del 2007 subisce diverse sconfitte nei primi turni sia in qualificazione che nei tabelloni principali, salvo riprendersi nell'ultimo torneo stagionale, il Challenger di Bratislava, dove batte in finale Alejandro Falla.

### 2008: finale ATP in singolare e top 40
Nei primi cinque tornei del circuito maggiore disputati in stagione vince solo un incontro agli Australian Open, il suo miglior risultato di questo periodo lo consegue in doppio vincendo il Challenger di Bergamo in coppia con Seppi. Verso fine febbraio disputa la sua prima semifinale in un torneo ATP allo Zagreb Open e viene sconfitto dal nº 209 del ranking Serhij Stachovs'kyj dopo aver eliminato tre top 100. Un mese dopo arriva di nuovo al terzo turno del Masters di Miami, nella successiva sfida di Coppa Davis contro la Croazia batte il nº 18 del mondo Ivo Karlović e perde da Mario Ančić. Il buon momento continua a Monaco di Baviera dove disputa la sua unica finale ATP in singolare in carriera, elimina nell'ordine Marc Gicquel, Seppi, Hyung-Taik Lee e Paul-Henri Mathieu, cede nell'atto conclusivo a Fernando González che si impone per 7–6, 6–7, 6–3. Esce poi al terzo turno al Masters di Roma, al Roland Garros e a Wimbledon dove vendica la finale di Monaco contro González e perde nuovamente contro Hewitt. In agosto prende parte ai Giochi olimpici di Pechino e viene eliminato al primo turno in singolare e in doppio, in coppia con Seppi. La seconda parte della stagione è ancora sottotono, si qualifica per i Masters di Madrid e di Parigi-Bercy ma esce sconfitto al secondo turno dagli incontri contro i più quotati Andy Murray e James Blake. Il suo rifiuto di partecipare all'incontro di Davis contro la Lettonia a settembre, porta la Federtennis a squalificarlo a tempo indeterminato da qualsiasi incontro dell'Italia. Di rilievo a fine ottobre i quarti raggiunti all'Open di Basilea, dove perde dal futuro vincitore del torneo Federer dopo aver superato al primo turno la settima testa di serie Berdych. La positiva stagione lo vede alla 37ª posizione ATP in novembre e chiude l'anno alla 41ª.

### 2009-2010: numero 1 d'Italia e successiva crisi di risultati
Il 2009 si rivela un anno sottotono per Bolelli, da cui si aspettava un ulteriore salto di qualità. Le numerose sconfitte nelle fasi iniziali non gli impediscono il 23 febbraio di ritoccare il proprio best ranking, arrivando alla 36ª posizione e diventando per due settimane il primo giocatore italiano in classifica, scavalcando Andreas Seppi. I migliori risultati in questo periodo sono il secondo turno raggiunto agli Australian Open e il terzo al Masters di Monte-Carlo. A complicare la situazione si aggiunge in maggio il divorzio tra il tennista e l'allenatore Claudio Pistolesi dopo tre anni e mezzo di lavoro. Nei due mesi successivi arrivano i quarti di Umago e a New Haven, ma da agosto fino a novembre comincia il periodo più negativo del suo inizio carriera con sei sconfitte consecutive al primo turno, che lo portano a chiudere il 2009 al 93º posto del ranking. La stagione si rivela invece positiva in doppio, con i quarti di semifinale disputati in doppio assieme a Seppi nello Slam di Melbourne entra per la prima volta nella top 100 di specialità. Quell'anno raggiungerà la semifinale a Lione, altre tre volte i quarti di finale in tornei ATP e gli ottavi agli US Open; a novembre sale alla 67ª posizione nel ranking di doppio.
La crisi in singolare si protrae anche nel 2010 con altre otto sconfitte al primo turno anche nei tornei di qualificazione, risultati che fanno sprofondare Bolelli oltre la 140ª posizione del ranking. A marzo vince il primo match in singolare dopo sette mesi in un Challenger in Marocco e a fine mese arriva in semifinale in quello di Barletta. Inizia a risalire con il terzo turno raggiunto nel torneo ATP di Barcellona in virtù del ritiro di Tommy Robredo al primo turno e della vittoria in due tie break sulla wild card Alberto Martín. A fine aprile esce al secondo turno agli Internazionali d'Italia e in maggio raggiunge la finale al Challenger di Biella, persa contro Björn Phau. Supera le qualificazioni al Roland Garros e viene eliminato al primo turno. In luglio sconfigge Starace nella finale del Challenger di Torino e raggiunge il secondo turno nei tornei ATP di Amburgo e Umago. Tra i risultati che lo mantengono a ridosso della top 100 vi sono le semifinali disputate nei Challenger di Genova e di Ortisei. In doppio si mette in luce con il terzo turno raggiunto agli Australian Open e i quarti di finale al Masters romano, ma disputa in stagione pochi tornei e chiude il 2010 al 167º posto del ranking.

### 2011: due titoli ATP, semifinale agli US Open e top 40 in doppio
Nella prima parte della stagione tenta senza successo le qualificazioni agli Australian Open, a Dubai, Miami e Monte Carlo; è invece ammesso al tabellone nei tornei ATP di Chennai, Casablanca, Monaco ma non supera il primo turno. A Monaco raggiunge la prima finale ATP in doppio in carriera e conquista il suo primo titolo nel circuito maggiore battendo in finale Andreas Beck / Christopher Kas in coppia con Horacio Zeballos. La settimana successiva vince il Challenger di Roma grazie al successo in finale su Eduardo Schwank. Agli Internazionali d'Italia viene eliminato al primo turno da Nicolás Almagro mentre in doppio raggiunge la semifinale in coppia con Fabio Fognini, risultato lo riporta tra i primi 100 nel ranking di doppio.
Supera le qualificazioni sia al Roland Garros, e viene sconfitto al secondo turno da Andy Murray, che a Wimbledon, dove elimina Martin Fischer e il nº 14 del mondo Stan Wawrinka per poi cedere al terzo turno a Richard Gasquet, eguagliando la sua migliore prestazione in singolare in uno Slam. Esce al primo turno in singolare ad Amburgo, mentre a Umago conquista il suo secondo titolo ATP di doppio, in coppia ancora con Fognini. Raggiungono la semifinale anche agli US Open e Bolelli entra per la prima volta nella top 50 del ranking. Si impongono anche in Coppa Davis conquistando il punto decisivo nello spareggio contro il Cile, consentendo all'Italia di tornare nel gruppo mondiale dopo 11 stagioni di assenza. L'unico risultato significativo in singolare a fine stagione è la vittoria su Ernests Gulbis al primo turno nel torneo di Bangkok, dove sempre con Fognini raggiunge la semifinale in doppio. A fine anno si ritrova 134º nel ranking di singolare, ma con il suo nuovo best ranking in doppio al 39º posto.

### 2012: due titoli Challenger e rientro nella top 100 in singolare
Dopo aver fallito le qualificazioni agli Australian Open e a Montpellier, in febbraio viene sconfitto da Tomáš Berdych nel primo singolare della sfida di Coppa Davis persa 4-1 contro la Repubblica Ceca, non gioca in doppio e vince l'ultimo ininfluente incontro con František Čermák. A fine mese conquista il suo settimo titolo Challenger in singolare a Florianópolis, battendo in finale Blaž Kavčič. Non supera il primo turno a Miami, a Monte Carlo e all'Estoril, mentre al Challenger di Roma, dove era campione uscente, viene eliminato in semifinale. Sempre a Roma non supera le qualificazioni degli Internazionali d'Italia. Al primo turno del Roland Garros raccoglie solo cinque giochi contro Rafael Nadal. Sull'erba dei Queen's vince i primi incontri stagionali nel circuito maggiore superando Ernests Gulbis e Gilles Simon prima di cedere agli ottavi a Xavier Malisse. Anche a Wimbledon supera le qualificazioni per poi perdere con Jerzy Janowicz.
A luglio supera un turno a Båstad e perde con Ferrer, si aggiudica il secondo titolo Challenger dell'anno a Recanati per il ritiro in finale di Davide Sanguinetti e a fine mese viene sconfitto nei quarti di finale a Kitzbühel da Martin Kližan dopo aver eliminato il nº 24 ATP Florian Mayer. Ad agosto è ancora Kližan a batterlo nella finale del Challenger di San Marino; al termine del torneo Bolelli rientra nella top 100 del ranking e alcuni altri buoni risultati nei Challenger lo portano in 75ª posizione. In settembre subisce una nuova sconfitta contro Klizan al secondo turno dell'ATP di San Pietroburgo. Nel corso del 2012 recupera 50 posizioni nel ranking ATP di singolare e chiude all'84ª. La stagione in doppio si rivela invece disastrosa, dopo aver vinto in totale un solo incontro nei primi 11 tornei disputati, si riscatta all'ultimo torneo dell'anno raggiungendo la finale insieme a Daniele Bracciali a Mosca, e termina il 2012 al 274º posto del ranking dopo essere stato al 426º prima di Mosca.

### 2013: un titolo ATP in doppio e secondo infortunio al polso
Al debutto stagionale a Doha elimina Daniel Gimeno Traver e Łukasz Kubot prima di cedere nei quarti di finale contro Nikolaj Davydenko. Sconfitto al primo turno in singolare agli Australian Open, raggiunge in coppia con Fabio Fognini le semifinali in doppio e cedono in tre set ai fuoriclasseBob e Mike Bryan, che vinceranno il torneo. A febbraio contribuisce al successo per 3-2 in Coppa Davis contro la Croazia vincendo in doppio con Fognini contro Marin Čilić / Ivan Dodig. A San Paolo disputa la prima semifinale ATP in singolare dopo quella vinta a Monaco nel 2008, elimina Tommy Robredo, il nº 15 del ranking Juan Mónaco e Albert Montañés prima di cedere in semifinale a David Nalbandian; nello stesso torneo raggiunge con Fognini la semifinale anche in doppio. Nel successivo torneo di Buenos Aires la coppia italiana conquista il secondo titolo di doppio dopo quello del 2012 a Umago, e con la finale raggiunta ad Acapulco si collocano al secondo posto nel ranking ATP di specialità.
A marzo supera Jesse Levine al primo turno di Miami ed è costretto al ritiro contro Grigor Dimitrov a causa di un infortunio al polso destro. Gli esami riveleranno un trauma contorsivo con lussazione e Bolelli si sottopone a un periodo di trattamento, tenta il rientro a maggio agli Open di Francia ma non riesce a portare a termine l'incontro di primo turno con Lu Yen-hsun. Al primo turno a Wimbledon viene sconfitto da Dimitrov nel suo ultimo incontro dell'anno e il 16 luglio è costretto a sottoporsi all'intervento chirurgico al polso che ha tentato a lungo di evitare.

### 2014: quattro titoli Challenger e rientro nella top 100 in singolare
Fa il suo rientro in gennaio giocando con Fognini agli Australian Open e vengono sconfitti al secondo turno da Dodig/Melo, perde così gran parte dei punti guadagnati l'anno precedente e scende dal 53º al 98º posto del ranking. Prende quindi parte alla trasferta di Coppa Davis vinta 3-1 in Argentina e si impone in doppio con Fognini. Rientra in singolare al Challenger di Bergamo, riparte dalla 321ª posizione del ranking mondiale e vince il torneo battendo in finale il tedesco Jan-Lennard Struff per 7–6 6–4. In aprile partecipa a Napoli ai quarti di finale di Davis contro la Gran Bretagna; perde con Fognini il doppio contro Andy Murray / Colin Fleming ma l'Italia raggiunge comunque le semifinali, per la prima volta dal 1997. Il ritorno in singolare nel circuito maggiore avviene con una wild card a Monte Carlo e viene subito eliminato da Philipp Kohlschreiber, mentre in doppio esce al secondo turno. Subito dopo conquista il secondo trofeo dell'anno al Challenger di Vercelli, dove supera in finale Mate Delić. La settimana successiva si ripete nel Challenger di Tunisi con il successo in finale su Julian Reister.
Continua la risalita in classifica battendo al primo turno degli Internazionali d'Italia Stefano Travaglia e al secondo viene eliminato da Milos Raonic. Superate le qualificazioni al Roland Garros, al primo turno batte Andrea Arnaboldi ed esce al secondo turno contro David Ferrer. Raggiunge il secondo turno anche in doppio in coppia con Fabio Fognini. Viene sconfitto al terzo turno di qualificazione a Wimbledon da Samuel Groth, ma viene ripescato come lucky loser; supera quindi Tatsuma Itō e al secondo turno il nº 28 ATP Philipp Kohlschreiber, sconfitto per 7-5 al quinto set. Al terzo turno trova la testa di serie nº 10 Kei Nishikori e sfiora la vittoria al quarto set, perso al tie-break; l'incontro viene interrotto per oscurità al quinto set e ripreso dopo il giorno di riposo, con il giapponese che vince il quinto set per 6–4. Anche in doppio raggiunge il terzo turno con Fognini. Rientra nella top 100 con il successo nel Challenger di Oberstaufen, battendo in finale Michael Berrer, che sarà il suo ultimo titolo in singolare della carriera.
Al primo turno degli US Open batte in cinque set l'emergente Vasek Pospisil; al secondo turno vince i primi due set contro il nº 18 del ranking Tommy Robredo ma si deconcentra dopo una controversa decisione nel terzo set del giudice di sedia Pascal Maria, cede il parziale allo spagnolo e perde al quinto set. Nella semifinale di Coppa Davis persa 3-2 contro la Svizzera viene sconfitto nel match d'esordio da Roger Federer e vincendo in cinque set il doppio con Fognini contro Chiudinelli / Wawrinka, conquista il primo punto per l'Italia. I risultati più significativi di fine stagione sono il secondo turno raggiunto al torneo di Shenzen, dove viene eliminato da Seppi, e le semifinali al Challenger di Ginevra e alle ATP Challenger Tour Finals di São Paulo. Chiude la stagione al 55º posto del ranking in singolare dopo essere stato al 367º in aprile, mentre in doppio si era trovato al 438º in marzo e termina al 143º.

### 2015: trionfo agli Australian Open, tre finali nei Masters, prima volta alle ATP Finals e top 10 in doppio
A inizio stagione raggiunge in singolare il secondo turno all'Open di Doha e i quarti di finale a Sydney, dopo aver eliminato il nº 22 del mondo David Goffin, e rientra nella top 50 del ranking. Al primo turno degli Australian Open elimina Juan Mónaco e nel'incontro successivo vince il primo parziale contro Roger Federer, che si impone al quarto set. In coppia con Fognini si aggiudica il torneo di doppio. I due diventano la prima coppia italiana dell'era Open a conquistare un titolo del Grande Slam; in finale superano Mahut-Herbert con un duplice 6–4. Grazie a questo successo, Bolelli migliora il suo best ranking di doppio raggiungendo la 27ª posizione, portandosi anche temporaneamente in testa alla race annuale.
Al torneo ATP di Rotterdam, vince al primo turno con il nº 29 ATP Rosol e perde dal nº 6 Milos Raonic, con il quale si prende la rivincita battendolo in tre set al secondo turno del successivo torneo di Marsiglia, superando per la prima volta in carriera un top 10. Viene quindi eliminato in due set da Monfils nei quarti. A Dubai batte Pouille in due set al primo turno ed esce al secondo sconfitto dal nº 8 ATP Berdych. Con Fognini si impone in doppio anche nell'incontro di Davis contro il Kazakistan, ma perde in singolare contro Kukushkin e l'Italia esce sconfitta 3-2. Prosegue la stagione giocando ai due Masters 1000 americani. Dopo aver superato il primo turno a Indian Wells, viene sconfitto al secondo da Raonic. Con Fabio Fognini raggiunge invece la finale in doppio e perdono contro Sock / Pospisil con lo score di 4–6, 7–6, 7–10. Al Masters 1000 di Miami sconfigge al debutto Marcos Baghdatis e perde al turno successivo da Troicki. Al secondo turno del torneo di doppio Bolelli e Fognini vengono nuovamente sconfitti da Sock e Pospisil.
A Montecarlo esce al primo turno per mano di Estrella-Burgos e si riscatta in doppio raggiungendo nuovamente la finale con Fognini, ma anche stavolta si arrendono ai gemelli Bob e Mike Bryan. Al torneo ATP 250 di Bucarest raggiunge i quarti di finale e viene battuto da Gaël Monfils. Nel Masters di Madrid sconfigge al primo turno la testa di serie nº 15 Kevin Anderson, al secondo Luca Vanni e perde al terzo turno contro Rafael Nadal. Agli Internazionali d'Italia esce di scena al primo turno sia in singolare che in doppio. Al Roland Garros elimina Darcis, si prende poi la rivincita su Troicki e al terzo turno viene eliminato da David Ferrer. Nel doppio raggiunge con Fabio Fognini la semifinale e perdono di nuovo contro i gemelli Bryan; a fine torneo Bolelli sale al 10º posto della classifica mondiale e Fognini al 9°, diventando i primi italiani a essere entrati nella top 10 di doppio. Eliminato al primo turno al Queen's, a Nottingham supera nell'ordine Soeda, la testa di serie nº 10 Martin Kližan e la nº 8 Adrian Mannarino e viene sconfitto nei quarti da Marcos Baghdatis. Al primo turno di Wimbledon ritrova il nº 5 del mondo Kei Nishikori e come l'anno precedente viene sconfitto al 5º set.
Arriva nei quarti in singolare e in semifinale in doppio all'ATP 500 di Amburgo e si ritira dal torneo per un forte mal di stomaco, il risultato gli consente comunque di salire all'8º posto nella classifica mondiale di doppio. Prepara quindi gli US Open al torneo ATP 250 di Winston-Salem, dove supera Delbonis al primo turno e il nº 38 ATP Sam Querrey al secondo, e perde al terzo contro Pablo Carreño Busta. Anche agli US Open viene sconfitto al primo turno sia in singolare che in doppio. In settembre perde in Coppa Davis contro Tejmuraz Gabašvili, si riscatta vincendo il doppio con Fognini e l'Italia si salva dalla retrocessione battendo 4-1 la Russia. A San Pietroburgo elimina al secondo turno il nº 5 del mondo Tomáš Berdych e viene sconfitto ai quarti da João Sousa. A fine mese giunge ai quarti anche al torneo ATP di Shenzhen e viene eliminato da Tommy Robredo. Esce al primo turno a Pechino, dove raccoglie solo due giochi contro Novak Đoković, e allo Shanghai Masters, battuto in due set da Pospisil. Nel torneo di doppio, sempre in coppia con Fognini, arriva in finale e perde in due set contro gli specialisti Klaasen - Melo. Fognini e Bolelli si erano intanto qualificati per le ATP World Tour Finals, disputate a Londra in novembre. Non passano il round robin perdendo il primo incontro con Jamie Murray / John Peers e il secondo con i Bryan, e si rivela inutile la vittoria contro Bopanna / Mergea.

### 2016: un titolo ATP in doppio, operazione al ginocchio e crollo nel ranking
Inizia la nuova stagione perdendo al primo turno da Sarkissian a Sydney, mentre supera Baker all'esordio nell'Australian Open 2016 prima di arrendersi in quattro set al quotato Tomic. In questo periodo comincia a soffrire di problemi fisici. Esce al primo turno sia all'Open 13 di Marsiglia contro Benoit Paire, che ai Dubai Tennis Championships contro Roberto Bautista Agut, dove invece arriva l'unica soddisfazione dell'annata con la vittoria nel torneo di doppio al fianco di Andreas Seppi, aggiudicandosi l'unico torneo ATP 500 in carriera. Esce all'esordio contro Taylor Fritz a Miami e supera il primo turno al torneo ATP di Marrakech contro il giapponese Daniel prima di ritirarsi dal torneo e osservare un periodo di stop che gli fa saltare quasi tutta la stagione sulla terra rossa. Rientra al Roland Garros per rinnovare il duello con Kei Nishikori, che lo batte in tre set. È il suo ultimo incontro della stagione, costretto a inizio estate all'operazione al ginocchio per rimuovere una calcificazione ossea. L'intervento lo terrà fermo otto mesi e lo fa sprofondare a fine anno al 464º posto nel ranking di singolare. In dicembre annuncia di aver scelto come nuovo allenatore Eduardo Infantino.

### 2017: lenta risalita in classifica
Rientra alle competizioni il 4 febbraio 2017 nell'incontro di Coppa Davis a Buenos Aires contro i campioni uscenti dell'Argentina; l'Italia riesce a qualificarsi anche se Bolelli perde il doppio in coppia con Fognini. Quello stesso mese ritorna nel circuito ATP in singolare per le qualificazioni all'Argentina Open come nº 657 del ranking e viene subito sconfitto dal nº 95 ATP Dušan Lajović; in coppia con Fognini arriva invece alle semifinali nel torneo di doppio e vengono eliminati da Cabal / Farah. La coppia italiana subisce identica sorte a San Paolo del Brasile, dove a batterli in semifinale sono i padroni di casa Dutra Silva / Sá. Vince i primi incontri in singolare al Challenger di Santiago del Cile, sconfiggendo nell'ordine Giannessi, Mayer e Daniel, prima di perdere la semifinale di nuovo contro Dutra Silva; si porta così al nº 508 del ranking.
Quello stesso mese apre la stagione europea sulla terra rossa uscendo al secondo turno nel Challenger di St. Brieuc. Si impone quindi in doppio con Seppi nella sfida dei quarti di finale di Davis persa 3-2 contro il Belgio. Esce nelle qualificazioni a Monte Carlo, al primo turno nel Challenger di Francavilla e nei quarti di finale in quello di Ostrava, dove viene sconfitto da Attila Balázs. Nelle qualificazioni del Roland Garros supera Cristian Garín, Maximilian Marterer e Marco Cecchinato, batte quindi al primo turno Nicolas Mahut e viene eliminato dalla testa di serie nº 6 Dominic Thiem. Questi risultati gli permettono di attestarsi a fine giugno al 312º posto del ranking. Supera le qualificazioni anche a Wimbledon, batte al primo turno il nº 75 ATP Lu Yen-hsun e cede al secondo al nº 10 del mondo Jo-Wilfried Tsonga, risultati che gli fanno guadagnare altri 83 posti nel ranking.
Sfiora la qualificazione agli Us Open perdendo al terzo set nel match decisivo contro Vincent Millot; nel torneo di doppio con Fognini superano per 6–0, 6–0 Johnson / Paul ed eliminano al secondo turno le teste di serie nº 10 Bopanna / Cuevas. Prima dell'incontro successivo Fognini viene squalificato per insulti al giudice di sedia nel suo primo turno in singolare e cacciato dal torneo, e anche Bolelli deve rinunciare a proseguire. Verso fine anno supera le qualificazioni ed esce al primo turno nei tornei ATP di Metz e Stoccolma, risale comunque la classifica ATP e chiude la stagione al 171º posto sia in singolare che in doppio.

### 2018: due finali Challenger in singolare e due in doppio, semifinale in doppio a Monte Carlo e quarti di finale in singolare a Båstad
Per motivi di classifica, nella parte iniziale della stagione Bolelli gioca nel circuito Challenger e deve rinunciare per il secondo anno consecutivo agli Australian Open. A febbraio si impone in doppio con Fognini nella sfida do Coppa Davis vinta 3-1 contro il Giappone. Al Challenger di Punta del Este raggiunge la finale sia in singolare, persa contro Guido Andreozzi, che in doppio, vinta in coppia con Giannessi contro Bagnis / Behar. Nei quarti di Coppa Davis persi 3-1 contro la Francia, gioca di nuovo il doppio con Fognini e raccolgono solo 8 giochi contro Herbert / Mahut. In aprile disputa al Challenger di Barletta la sua ultima finale in singolare in carriera e viene sconfitto in tre set da Trungelliti. A Monte Carlo gioca il doppio ancora con Fognini, accedono al secondo turno per il ritiro degli avversari, superano quindi le teste di serie nº 1 Kubot / Melo e in semifinale cedono in tre set a Bob e Mike Bryan, futuri vincitori del torneo; è il miglior risultato ottenuto dalla coppia italiana dalla finale di Shanghai nel 2015. Si qualifica al torneo ATP dell'Estoril eliminando Auger-Aliassime e Munar; nel tabellone principale sconfigge João Domingues e Delbonis spingendosi fino ai quarti di finale di un torneo ATP per la prima volta dal settembre 2015; ad estrometterlo dal torneo è Tiafoe che si impone per 7–5, 6–2.
Agli Internazionali d'Italia gioca solo in doppio con Fognini e vengono subito eliminati da Del Potro / Mayer. Al Roland Garros vince nelle qualificazioni contro Tommy Robredo e Uchiyama e nel match decisivo viene nettamente sconfitto da Santiago Giraldo; viene ripescato come lucky loser e perde al primo turno contro Nadal per 6–4 6–3 7–6. A Wimbledon supera le qualificazioni, al primo turno del main draw ha la meglio su Pablo Cuevas in tre set e viene eliminato da Fognini. Anche all'ATP 250 di Baståd supera le qualificazioni, elimina quindi Roberto Carballés Baena e il nº 12 ATP Diego Schwartzman e nei quarti si arrende in tre set a Henri Laaksonen; nel torneo di doppio perde la finale insiema a Fognini contro Julio Peralta / Horacio Zeballos, risultato che lo riporta nella top 100 del ranking da cui era uscito nel novembre 2016. In agosto in coppia con Bracciali perde la finale del Challenger IsarOpen contro Sander Gillé / Joran Vliegen. Insieme a Fognini esce al secondo turno in doppio agli US Open, mentre in singolare perde nella qualificazioni contro Donald Young. A fine stagione gioca soprattutto nei tornei Challenger e in singolare non va oltre i quarti di finale raggiunti solo a Ortisei; in doppio raggiunge invece le semifinali in coppia con Ivan Dodig nell'ATP 250 di Stoccolma. La classifica di fine anno lo vede al 141º in singolare e 97º in doppio.

### 2019: ultima stagione in singolare, due finali ATP e due titoli Challenger in doppio
All'esordio di stagione al 250 di Pune supera le qualificazioni in singolare e al primo turno del main draw batte Denis Istomin prima di cedere a Munar, mentre insieme a Dodig si spinge di nuovo fino alla semifinale in doppio. I risultati più significativi del periodo successivo arrivano in doppio, ad aprile raggiunge la semifinale al torneo ATP di Marrakech e in luglio vince in coppia con Guillermo Durán il Challenger di Braunschweig. A settembre disputa la finale in doppio all'ATP 250 di San Pietroburgo assieme a Matteo Berrettini e vengono sconfitti 8-10 al terzo set da Divij Sharan / Igor Zelenay. In ottobre vince il Challenger di Barcellona assieme a David Vega Hernández e a fine mese, in coppia con Andrés Molteni, raggiunge la finale anche al torneo ATP di Mosca, che perdono in due set contro Marcelo Demoliner / Matwé Middelkoop. A fine anno viene sconfitto in doppio con Fognini nella sfida contro gli Stati Uniti alle fasi finali di Coppa Davis, che si svolge con la nuova formula, ed entrambe le squadre vengono eliminate dal Canada. Durante la stagione annuncia l'intenzione di volersi dedicare esclusivamente al doppio, disputa il suo ultimo incontro in singolare nelle qualificazioni a Wimbledon e viene eliminato da Jiri Vesely.

### 2020: specialista in doppio
Apre la stagione a Perth nella prima edizione dell'ATP Cup, nella prima sfida persa 3-0 con la Russia viene sconfitto in coppia con Paolo Lorenzi da Karen Chačanov / Daniil Medvedev a risultato già acquisito. Nei due incontri successivi invece ottiene due vittorie contro Norvegia e USA con Fognini, l'Italia si impone in entrambe le sfide ma il turno lo passa la Russia. Gioca agli Australian Open in coppia con Paire, al primo turno eliminano le teste di serie nº 1 e campioni uscenti Herbert / Mahut ed escono di scena al terzo turno. In seguito perde la finale in coppia con Mergea al Challenger di Pau contro Bonzi / Hoang. A Cagliari a inizio marzo si impone con Fognini in doppio nella sfida di qualificazione alla fase finale di Davis vinta contro la Corea del Sud.
Torna in campo a fine agosto agli US Open dopo la lunga sospensione dovuta alla pandemia di COVID-19, gioca per la prima volta insieme a Máximo González, con il quale farà spesso coppia in seguito, e vengono sconfitti al secondo turno da Koolhof / Mektić. In coppia con l'argentino esce al secondo turno al Roland Garros, mentre al Sardegna Open perdono in semifinale contro i leader del ranking ATP Cabal / Farah. Chiude l'anno alla 68ª posizione del ranking, primo tra i doppisti italiani.

### 2021: tre titoli ATP e semifinale a Wimbledon
All'ATP Cup viene schierato solo nella sfida contro la Francia, e in coppia con Andrea Vavassori viene sconfitto da Mahut / Roger-Vasselin, l'Italia vince comunque il girone e perderà poi la finale contro la Russia. Agli Australian Open gioca con González e vengono eliminati al terzo turno da Jamie Murray / Bruno Soares. Battuti nei quarti a Buenos Aires, González e Bolelli si aggiudicano a Santiago del Cile il loro primo titolo ATP, il sesto per il tennista emiliano, superando in finale per 7–6, 6–4 Federico Delbonis / Jaume Munar. Un mese più tardi disputa l'ATP 250 di Cagliari con Andrés Molteni e vengono sconfitti 3–6, 4–6 in finale da Vavassori / Sonego. Torna a far coppia con González, assieme al quale giocherà tutti i rimanenti tornei della stagione, e in maggio perdono in due set la finale a Ginevra contro John Peers / Michael Venus. La settimana successiva a Parma arriva il secondo titolo al fianco di González, nel corso del torneo concedono appena 23 game e sconfiggono in finale Oliver Marach / Aisam-ul-Haq Qureshi con il punteggio di 6–3, 6–3. Al Roland Garros superano le teste di serie nº 13 Chardy / Martin ed escono di scena al terzo turno.
Si preparano per Wimbledon sull'erba di Maiorca e vincono la prima edizione del torneo per il forfait dato prima della finale da Novak Đoković / Carlos Gómez-Herrera. Al successivo Slam londinese raggiungono la semifinale, la prima per entrambi a Wimbledon, superano tra gli altri Klaasen / McLachlan e vengono sconfitti in tre set dalle teste di serie nº 4 Marcel Granollers / Horacio Zeballos. Negli ultimi otto tornei della stagione non vanno oltre il secondo turno raggiunto al Masters di Toronto, agli US Open, a San Diego e a Indian Wells, dove al primo turno eliminano le teste di serie nº 4 Cabal / Farah. Chiude la stagione alla 25ª posizione mondiale, la migliore dall'aprile del 2016.

### 2022: due titoli ATP e rientro nella top 20
Torna a giocare con Fognini all'inizio del 2022. All'esordio stagionale si spingono fino alla finale nel torneo ATP di Sydney e vengono sconfitti da John Peers / Filip Polášek. Si mettono in evidenza anche agli Australian Open con le vittorie sui quotati Ivan Dodig / Marcelo Melo e Jamie Murray / Bruno Soares, prima di cedere nei quarti alle teste di serie nº 2 Rajeev Ram / Joe Salisbury. Vince con Fognini il successivo torneo ATP 500 di Rio de Janeiro sconfiggendo nuovamente Murray / Soares in finale. È il primo titolo per la coppia italiana dopo quello vinto sette anni prima agli Australian Open, ed è il nono per Bolelli, che torna nella top 20 del ranking dopo quasi sei anni. Perde il doppio in coppia con Jannik Sinner nella sfida di Coppa Davis vinta 3-2 contro la Slovacchia. Torna protagonista con Fognini arrivando in semifinale a Miami, eliminando tra gli altri le teste di serie nº 4 Filip Polášek / John Peers e perdendo al terzo set contro Wesley Koolhof / Neal Skupski. Al Masters di Madrid fa coppia con Ivan Dodig, al secondo turno scongiggono le teste di serie nº 3 Nikola Mektić / Mate Pavić ed escono di scena nei quarti di finale. Agli Internazionali d'Italia perde la semifinale con Fognini contro gli stessi Mektić / Pavić, che si aggiudicheranno il titolo.
Non prende parte ai tornei del Roland Garros e soprattutto di Wimbledon, dove era stato semifinalista nell'edizione precedente, e scende al 33º posto del ranking. A luglio arriva in finale con Fognini al torneo di Båstad e vengono sconfitti da Rafael Matos / David Vega Hernández per 11-13 nel set decisivo. Due settimane più tardi vincono il titolo a Umago con una spettacolare rimonta in finale su Lloyd Glasspool / Harri Heliövaara, che nel secondo set sprecano 7 match-ball di cui 6 consecutivi quando conducevano 6–0 nel tie-break. Dopo la semifinale giocata assieme a Marcelo Melo a Winston-Salem, disputa gli ultimi tornei stagionali con Fognini e agli US Open raggiungono il terzo turno. Vincono due dei tre incontri disputati nel round-robin della fase finale di Coppa Davis, tra cui quello contro Mektić / Pavić. L'unico risultato di rilievo nella parte finale della stagione è la semifinale raggiunta a Sofia, e la coppia italiana vede sfumare la possibilità di prendere parte alle ATP Finals 2022.

### 2023: un titolo ATP
A inizio stagione viene eliminato con Fognini al primo turno a Auckland e agli Australian Open. Si riscattano vincendo il titolo a Buenos Aires, non perdono alcun set in tutto il torneo e in finale hanno la meglio su Nicolás Barrientos / Ariel Behar. All'Indian Wells Open sconfiggono Juan Sebastián Cabal / Robert Farah e vengono eliminati nei quarti da John Isner / Jack Sock. Per la stagione europea su terra battuta cambia alcune volte partner e consegue i migliori risultati con Fabrice Martin arrivando nei quarti a Madrid e in semifinale a Ginevra. Paga però le premature eliminazioni a Miami e a Roma e a maggio scende al 46º posto. Risale al 41º a fine giugno dopo la finale persa all'ATP 500 di Halle in coppia con Andrea Vavassori. Ancora con Vavassori, a luglio viene sconfitto in finale all'ATP di Umago da Blaž Rola / Nino Serdarušić.
Partecipa alla fase finale della Coppa Davis 2023, vinta dall'Italia 47 anni dopo la prima, conquistata nel 1976 dai "Quattro Moschettieri".

### 2024: due finali Slam, due titoli ATP e rientro in top 10
Il 2024 è l'anno in cui fa coppia con Andrea Vavassori. A distanza di nove anni torna a giocare la finale di doppio degli Australian Open e vengono sconfitti da Rohan Bopanna / Matthew Ebden con il punteggio di 7–6, 7–5. Si riscattano vincendo gli Argentina Open battendo in finale Marcel Granollers / Horacio Zeballos per 6–2, 7–6. Questi ultimi si prendono la rivincita in semifinale a Indian Wells. Al Monte Carlo Masters gli italiani vengono sconfitti nei quarti di finale da Marcelo Arévalo / Mate Pavić. A Barcellona e Madrid non vanno oltre ottavi e quarti, mentre a Roma raggiungono la semifinale. Al Roland Garros Bolelli raggiunge la sua prima finale, sempre con Vavassori, grazie al successo su Bopanna ed Ebden, r cedono ad Arévalo / Pavić per 5-7, 3-6. Ad Halle con Vavassori vince il suo secondo titolo sull'erba in carriera, il primo 500 su questa superficie.
A luglio rientra nella top 10 dopo 9 anni nonostante l'eliminazione al primo turno a Wimbledon, ed escono al turno di esordio anche ai Giochi olimpici di Parigi. Non superano i quarti di finale al Canadian Open e il terzo turno agli US Open. Nella fase a gruppi delle Finals di Coppa Davis, vincono solo uno dei tre match disputati ma gli azzurri passano comunque ai quarti. Si riscattano vincendo il successivo ATP 500 di Pechino prendendosi la rivincita in finale sui campioni di Wimbledon Heliövaara / Patten. Raggiungono quindi i quarti di finale allo Shanghai Masters. Dopo  nove anni torna a qualificarsi alle ATP Finals, e come nella precedente occasione viene eliminato nel round robin con un bilancio di una vittoria e due sconfitte. Chiude la stagione con la terza vittoria (e seconda consecutiva) dell'Italia in Coppa Davis, pur non venendo schierato nella fase a eliminazione diretta.

### 2025: tre titoli ATP, finale agli Australian Open e 6º nel ranking
La coppia italiana inizia il 2025 con la vittoria nella finale di doppio all'Adelaide International su Kevin Krawietz / Tim Puetz con il punteggio di 4-6, 7-6, 11-9. Con questo risultato Bolelli ritocca il proprio miglior ranking che aveva stabilito nell'agosto 2015 portandosi al 6º posto ed eguaglia Vavassori, che nell'ottobre 2024 era stato il primo italiano a raggiungere questa posizione. A un anno di distanza vengono nuovamente sconfitti in finale di doppio agli Australian Open, questa volta da Henry Patten / Harri Heliövaara, con il punteggio di 7-6, 6-7, 3-6. Trionfano poi nella finale di Rotterdam, battendo Sander Gille / Jan Zielinski per 6-2, 4-6, 10-6. Dopo questo successo, in coppia con Vavassori vince solo due incontri di primo turno nei sette tornei disputati, Tra le eliminazioni al primo turno vi sono quelle nei Masters 1000 di Indian Wells, Monte-Carlo, Madrid e Roma. Tornano al successo all'ATP 500 dell'Hamburg Open, nella cui finale hanno la meglio su Andrés Molteni / Fernando Romboli per 6-4, 6-0. Sconfitti al terzo turno al Roland Garros, entrambi escono dalla top 10. Vincono l'ATP 500 del Washington Open, battendo in finale i n.3 del tabellone Hugo Nys / Edouard Roger-Vasselin per 6-3, 6-4. Nel Masters di Cincinnati giungono ai quarti di finale, eliminati dalla coppia britannica Julian Cash / Lloyd Glasspool in due tie-break.

## Caratteristiche tecniche
Destro, conduce uno stile di gioco veloce e moderno, cercando di concludere gli scambi con pochi colpi e non disdegnando salite a rete e palle smorzate. È dotato di un incisivo dritto ma anche di un buono ma falloso rovescio ad una mano, oltre che di una robusta battuta.
Analizzando attentamente la meccanica di colpo del dritto di Bolelli si denota un relativo blocco delle anche e un buon anticipo, il quale assieme ad una velocità di braccio importante fa di questo colpo una delle soluzioni più incisive che vi siano in Italia.
Nel corso degli anni, ha migliorato molto quello che era il suo principale tallone d'Achille: la risposta. Ad oggi, sconta forse un'eccessiva "pigrizia" negli spostamenti laterali, che lo vedono in difficoltà se non è lui stesso a prendere l'iniziativa e comandare il gioco con il fulmineo dritto.

## Statistiche

### Singolare

#### Finali perse (1)
| Legenda              |
| Grande Slam (0)      |
| ATP Finals (0)       |
| ATP Masters 1000 (0) |
| ATP Tour 500 (0)     |
| ATP Tour 250 (1)     |

| N. | Data           | Torneo                                       | Superficie  | Avversario in finale | Punteggio           |
| 1. | 28 aprile 2008 | Internazionali di Baviera, Monaco di Baviera | Terra rossa | Fernando González    | 6(4)–7, 7–6(4), 3–6 |

### Doppio

#### Vittorie (18)
| Legenda              |
| Grande Slam (1)      |
| ATP Finals (0)       |
| ATP Masters 1000 (0) |
| ATP Tour 500 (7)     |
| ATP Tour 250 (10)    |

| N.  | Data             | Torneo                                       | Superficie  | Compagno         | Avversario in finale                | Punteggio           |
| 1.  | 1º maggio 2011   | Internazionali di Baviera, Monaco di Baviera | Terra rossa | Horacio Zeballos | Andreas Beck Christopher Kas        | 7–6(3), 6–4         |
| 2.  | 30 luglio 2011   | Croatia Open Umag, Umago                     | Terra rossa | Fabio Fognini    | Marin Čilić Lovro Zovko             | 6–3, 5–7, [10–7]    |
| 3.  | 24 febbraio 2013 | Argentina Open, Buenos Aires                 | Terra rossa | Fabio Fognini    | Nicholas Monroe Simon Stadler       | 6–3, 6–2            |
| 4.  | 31 gennaio 2015  | Australian Open, Melbourne                   | Cemento     | Fabio Fognini    | Pierre-Hugues Herbert Nicolas Mahut | 6–4, 6–4            |
| 5.  | 27 febbraio 2016 | Dubai Tennis Championships, Dubai            | Cemento     | Andreas Seppi    | Feliciano López Marc López          | 6–2, 3–6, [14–12]   |
| 6.  | 14 marzo 2021    | Chile Open, Santiago del Cile                | Terra rossa | Máximo González  | Federico Delbonis Jaume Munar       | 7–6(3), 6–4         |
| 7.  | 29 maggio 2021   | Emilia Romagna Open, Parma                   | Terra rossa | Máximo González  | Aisam-ul-Haq Qureshi Oliver Marach  | 6–3, 6–3            |
| 8.  | 26 giugno 2021   | Mallorca Championships, Maiorca              | Erba        | Máximo González  | Novak Đoković Carlos Gómez-Herrera  | w/o                 |
| 9.  | 20 febbraio 2022 | Rio Open, Rio de Janeiro                     | Terra rossa | Fabio Fognini    | Jamie Murray Bruno Soares           | 7–5, 6(2)–7, [10–6] |
| 10. | 30 luglio 2022   | Croatia Open Umag, Umago (2)                 | Terra rossa | Fabio Fognini    | Lloyd Glasspool Harri Heliövaara    | 5–7, 7–6(6), [10–7] |
| 11. | 19 febbraio 2023 | Argentina Open, Buenos Aires (2)             | Terra rossa | Fabio Fognini    | Nicolás Barrientos Ariel Behar      | 6–2, 6–4            |
| 12. | 18 febbraio 2024 | Argentina Open, Buenos Aires (3)             | Terra rossa | Andrea Vavassori | Marcel Granollers Horacio Zeballos  | 6–2, 7–6(6)         |
| 13. | 23 giugno 2024   | Halle Open, Halle                            | Erba        | Andrea Vavassori | Kevin Krawietz Tim Pütz             | 7–6(3), 7–6(5)      |
| 14. | 2 ottobre 2024   | China Open, Pechino                          | Cemento     | Andrea Vavassori | Harri Heliövaara Henry Patten       | 4–6, 6–3, [10–5]    |
| 15. | 11 gennaio 2025  | Adelaide International, Adelaide             | Cemento     | Andrea Vavassori | Tim Pütz Kevin Krawietz             | 4–6, 7–6(4), [11-9] |
| 16. | 9 febbraio 2025  | Rotterdam Open, Rotterdam                    | Cemento (i) | Andrea Vavassori | Sander Gillé Jan Zieliński          | 6–2, 4–6, [10–6]    |
| 17. | 24 maggio 2025   | Hamburg Open, Amburgo                        | Terra rossa | Andrea Vavassori | Andrés Molteni Fernando Romboli     | 6-4, 6-0            |
| 18. | 27 luglio 2025   | Washington Open, Washington                  | Cemento     | Andrea Vavassori | Hugo Nys Édouard Roger-Vasselin     | 6–3, 6–4            |

#### Finali perse (18)
| Legenda              |
| Grande Slam (3)      |
| ATP Finals (0)       |
| ATP Masters 1000 (3) |
| ATP Tour 500 (3)     |
| ATP Tour 250 (9)     |

| N.  | Data              | Torneo                               | Superficie  | Compagno          | Avversario in finale               | Punteggio            |
| 1.  | 20 ottobre 2012   | Kremlin Cup, Mosca                   | Cemento (i) | Daniele Bracciali | František Čermák Michal Mertiňák   | 5–7, 3–6             |
| 2.  | 2 marzo 2013      | Open del Messico, Acapulco           | Terra rossa | Fabio Fognini     | Łukasz Kubot David Marrero         | 5–7, 2–6             |
| 3.  | 21 marzo 2015     | Indian Wells Open, Indian Wells      | Cemento     | Fabio Fognini     | Jack Sock Vasek Pospisil           | 4–6, 7–6(3), [7–10]  |
| 4.  | 19 aprile 2015    | Monte Carlo Masters, Monte Carlo     | Terra rossa | Fabio Fognini     | Bob Bryan Mike Bryan               | 6(3)–7, 1–6          |
| 5.  | 18 ottobre 2015   | Shanghai Masters, Shanghai           | Cemento     | Fabio Fognini     | Marcelo Melo Raven Klaasen         | 3–6, 3–6             |
| 6.  | 22 luglio 2018    | Swedish Open, Båstad                 | Terra rossa | Fabio Fognini     | Julio Peralta Horacio Zeballos     | 3–6, 4–6             |
| 7.  | 22 settembre 2019 | St. Petersburg Open, San Pietroburgo | Cemento (i) | Matteo Berrettini | Divij Sharan Igor Zelenay          | 3–6, 6–3, [8–10]     |
| 8.  | 19 ottobre 2019   | Kremlin Cup, Mosca (2)               | Cemento (i) | Andrés Molteni    | Marcelo Demoliner Matwé Middelkoop | 1–6, 2–6             |
| 9.  | 10 aprile 2021    | Sardegna Open, Cagliari              | Terra rossa | Andrés Molteni    | Lorenzo Sonego Andrea Vavassori    | 3–6, 4–6             |
| 10. | 22 maggio 2021    | Geneva Open, Ginevra                 | Terra rossa | Máximo González   | John Peers Michael Venus           | 2–6, 5–7             |
| 11. | 15 gennaio 2022   | Sydney International, Sydney         | Cemento     | Fabio Fognini     | John Peers Filip Polášek           | 5–7, 5–7             |
| 12. | 17 luglio 2022    | Swedish Open, Båstad (2)             | Terra rossa | Fabio Fognini     | Rafael Matos David Vega Hernández  | 4–6, 6–3, [11–13]    |
| 13. | 25 giugno 2023    | Halle Open, Halle                    | Erba        | Andrea Vavassori  | Marcelo Melo John Peers            | 6(3)–7, 6–3, [6–10]  |
| 14. | 29 luglio 2023    | Croatia Open Umag, Umago             | Terra rossa | Andrea Vavassori  | Blaž Rola Nino Serdarušić          | 6–4, 6(2)–7, [13–15] |
| 15. | 27 gennaio 2024   | Australian Open, Melbourne           | Cemento     | Andrea Vavassori  | Rohan Bopanna Matthew Ebden        | 6(0)–7, 5–7          |
| 16. | 8 giugno 2024     | Open di Francia, Parigi              | Terra rossa | Andrea Vavassori  | Marcelo Arévalo Mate Pavić         | 5–7, 3–6             |
| 17. | 25 gennaio 2025   | Australian Open, Melbourne (2)       | Cemento     | Andrea Vavassori  | Harri Heliövaara Henry Patten      | 7–6(16), 6(5)–7, 3–6 |
| 18. | 22 giugno 2025    | Halle Open, Halle (2)                | Erba        | Andrea Vavassori  | Kevin Krawietz Tim Pütz            | 3–6, 6(4)–7          |

### Tornei Challenger

#### Singolare

##### Vittorie (12)
| N.  | Data             | Torneo                                       | Superficie  | Avversario in finale | Punteggio     |
| 1.  | 3 luglio 2006    | Biella Challenger, Biella                    | Terra rossa | Ivo Minář            | 7–5, 3–6, 7–6 |
| 2.  | 28 agosto 2006   | Città di Como Challenger, Como               | Terra rossa | Federico Luzzi       | 4–6, 6–3, 6–2 |
| 3.  | 30 aprile 2007   | Tunis Open, Tunisi                           | Terra rossa | Andrei Pavel         | 4–6, 7–6, 6–2 |
| 4.  | 5 novembre 2007  | Slovak Open, Bratislava                      | Cemento (i) | Alejandro Falla      | 4–6, 7–6, 6–1 |
| 5.  | 4 luglio 2010    | Sporting Challenger, Torino                  | Terra rossa | Potito Starace       | 7–6, 6–2      |
| 6.  | 7 maggio 2011    | Roma Open, Roma                              | Terra rossa | Eduardo Schwank      | 2–6, 6–1, 6–3 |
| 7.  | 4 marzo 2012     | Aberto de Florianópolis, Florianópolis       | Terra rossa | Blaž Kavčič          | 6–3, 6–4      |
| 8.  | 22 luglio 2012   | Guzzini Challenger, Recanati                 | Cemento     | Fabrice Martin       | 6–3, 6–2      |
| 9.  | 16 febbraio 2014 | Internazionali di Tennis di Bergamo, Bergamo | Cemento (i) | Jan-Lennard Struff   | 7–6(6), 6–4   |
| 10. | 27 aprile 2014   | Torneo Città di Vercelli, Vercelli           | Terra rossa | Mate Delić           | 6–2, 6–2      |
| 11. | 4 maggio 2014    | Tunis Open, Tunisi                           | Terra rossa | Julian Reister       | 6–4, 6–2      |
| 12. | 27 luglio 2014   | Oberstaufen Cup, Oberstaufen                 | Terra rossa | Michael Berrer       | 6–4, 7–6(2)   |

##### Finali perse (10)
| N.  | Data              | Torneo                                           | Superficie    | Avversario in finale | Punteggio        |
| 1.  | 12 settembre 2004 | Brașov Challenger, Brașov                        | Terra rossa   | Victor Ioniță        | 1–6, 6(3)–7      |
| 2.  | 7 agosto 2005     | Trani Cup, Trani                                 | Terra rossa   | Lukáš Dlouhý         | 4–6, 4–6         |
| 3.  | 12 febbraio 2006  | Internazionali di Tennis di Bergamo, Bergamo     | Sintetico (i) | Alex Bogdanović      | 1–6, 0–3, rit.   |
| 4.  | 30 luglio 2006    | Guzzini Challenger, Recanati                     | Cemento       | Davide Sanguinetti   | 4–6, 0–3, rit.   |
| 5.  | 11 febbraio 2007  | Internazionali di Tennis di Bergamo, Bergamo (2) | Sintetico (i) | Fabrice Santoro      | 2–6, 1–6         |
| 6.  | 15 aprile 2007    | Morocco Tennis Tour - Casablanca, Casablanca     | Terra rossa   | Marin Čilić          | 6–4, 3–6, 4–6    |
| 7.  | 16 maggio 2010    | Biella Challenger, Biella                        | Terra rossa   | Björn Phau           | 4–6, 2–6         |
| 8.  | 12 agosto 2012    | San Marino Open, San Marino                      | Terra rossa   | Martin Kližan        | 3–6, 1–6         |
| 9.  | 4 marzo 2018      | Punta Open, Punta del Este                       | Terra rossa   | Guido Andreozzi      | 6–3, 4–6, 3–6    |
| 10. | 15 aprile 2018    | Open Città della Disfida, Barletta               | Terra rossa   | Marco Trungelliti    | 6–2, 6(4)–7, 4–6 |

#### Doppio

##### Vittorie (4)
| N. | Data            | Torneo                             | Superficie  | Compagno             | Avversario in finale                     | Punteggio        |
| 1. | 24 luglio 2006  | Guzzini Challenger, Recanati       | Cemento     | Davide Sanguinetti   | Sebastian Rieschick Viktor Troicki       | 6–1, 3–6, [10–4] |
| 2. | 4 febbraio 2008 | Internazionali di Bergamo, Bergamo | Cemento (i) | Andreas Seppi        | James Cerretani Igor Zelenay             | 6–3, 6–0         |
| 3. | 13 luglio 2019  | Braunschweig Open, Braunschweig    | Terra rossa | Guillermo Durán      | Nathaniel Lammons Antonio Sancic         | 6–3, 6–2         |
| 4. | 6 ottobre 2019  | Sánchez-Casal Cup, Barcellona      | Terra rossa | David Vega Hernández | Sergio Martos Gornes Ramkumar Ramanathan | 6–4, 7–5         |

##### Finali perse (6)
| N. | Data             | Torneo                         | Superficie  | Compagno             | Avversario in finale             | Punteggio        |
| 1. | 3 aprile 2006    | Tennis Napoli Cup, Napoli      | Terra rossa | Fabio Fognini        | Tomáš Cibulec Łukasz Kubot       | 5–7, 6–4, [7–10] |
| 2. | 9 settembre 2007 | Genoa Open Challenger, Genova  | Terra rossa | Flavio Cipolla       | Daniele Giorgini Simone Vagnozzi | 3–6, 1–6         |
| 3. | 4 marzo 2018     | Punta Open, Punta del Este     | Cemento     | Alessandro Giannessi | Facundo Bagnis Ariel Behar       | 2–6, 6–7         |
| 4. | 12 agosto 2018   | IsarOpen, Pullach              | Terra rossa | Daniele Bracciali    | Sander Gillé Joran Vliegen       | 2–6, 2-6         |
| 5. | 16 giugno 2019   | Open de Lyon Challenger, Lione | Terra rossa | Andrea Pellegrino    | Philipp Oswald Filip Polášek     | 4–6, 6–7         |
| 6. | 1º marzo 2020    | Open Pau-Pyrénées, Pau         | Cemento (i) | Florin Mergea        | Benjamin Bonzi Antoine Hoang     | 3–6, 2–6         |

## Risultati in progressione
| Sigla | Risultato               |
| ----- | ----------------------- |
| V     | Vincitore               |
| F     | Finalista               |
| SF    | Semifinalista           |
| O     | Oro olimpico            |
| A     | Argento olimpico        |
| SF    | Bronzo olimpico         |
| QF    | Quarti di Finale        |
| 4T    | Quarto turno            |
| 3T    | Terzo turno             |
| 2T    | Secondo turno           |
| 1T    | Primo turno             |
| RR    | Round Robin             |
| LQ    | Turno di qualificazione |
| A     | Assente                 |
| ND    | Non disputato           |

| Legenda superfici    |
| -------------------- |
| Cemento              |
| Terra battuta        |
| Erba                 |
| Superficie variabile |

### Singolare
| Torneo                | 2007 | 2008 | 2009 | 2010 | 2011 | 2012 | 2013 | 2014 | 2015 | 2016 | 2017 | 2018 | 2019 | Carriera V-P |
| --------------------- | ---- | ---- | ---- | ---- | ---- | ---- | ---- | ---- | ---- | ---- | ---- | ---- | ---- | ------------ |
| Tornei Grande Slam    |      |      |      |      |      |      |      |      |      |      |      |      |      |              |
| Australian Open       | A    | 2T   | 2T   | 1T   | Q2   | Q3   | 1T   | A    | 2T   | 2T   | A    | A    | Q1   | 4–6          |
| Roland Garros         | 2T   | 3T   | 2T   | 1T   | 2T   | 1T   | 1T   | 2T   | 3T   | 1T   | 2T   | 1T   | 1T   | 9–13         |
| Wimbledon             | 2T   | 3T   | 2T   | A    | 3T   | 1T   | 1T   | 3T   | 1T   | A    | 2T   | 2T   | Q1   | 10–9         |
| US Open               | 2T   | 1T   | 1T   | Q1   | A    | A    | A    | 2T   | 1T   | A    | Q3   | Q2   | A    | 2–5          |
| Vittorie–Sconfitte    | 3–3  | 5–4  | 3–3  | 0–2  | 3–2  | 0–2  | 0–3  | 4–3  | 3–4  | 1–2  | 2–2  | 1–2  | 0–1  | 25–33        |
| Statistiche Carriera  |      |      |      |      |      |      |      |      |      |      |      |      |      |              |
| Finali ATP World Tour | 0    | 1    | 0    | 0    | 0    | 0    | 0    | 0    | 0    | 0    | 0    | 0    | 0    | 1            |
| Tornei vinti          | 0    | 0    | 0    | 0    | 0    | 0    | 0    | 0    | 0    | 0    | 0    | 0    | 0    | 0            |
| Ranking di fine anno  | 67   | 41   | 93   | 107  | 134  | 84   | 245  | 55   | 58   | 464  | 171  | 141  | 295  | $ 3 682 459  |

### Doppio
| Torneo               | 2007            | 2008            | 2009            | 2010            | 2011            | 2012            | 2013            | 2014            | 2015          | 2016            | 2017            | 2018            | 2019            | 2020            | 2021  | 2022  | 2023  | 2024  | 2025 | Titoli      | V-P         | % V         |
| -------------------- | --------------- | --------------- | --------------- | --------------- | --------------- | --------------- | --------------- | --------------- | ------------- | --------------- | --------------- | --------------- | --------------- | --------------- | ----- | ----- | ----- | ----- | ---- | ----------- | ----------- | ----------- |
| Tornei Grande Slam   |                 |                 |                 |                 |                 |                 |                 |                 |               |                 |                 |                 |                 |                 |       |       |       |       |      |             |             |             |
| Australian Open      | A               | 1T              | QF              | 3T              | A               | 2T              | SF              | 2T              | V             | 2T              | A               | A               | 1T              | 3T              | 3T    | QF    | 1T    | F     | F    | 1/15        | 35–14       | 71%         |
| Roland Garros        | 1T              | 1T              | 2T              | A               | A               | 1T              | A               | 2T              | SF            | A               | 1T              | 1T              | A               | 2T              | 3T    | A     | 2T    | F     |      | 0/12        | 15–12       | 56%         |
| Wimbledon            | 1T              | 1T              | 1T              | A               | A               | A               | A               | 2T              | 1T            | A               | A               | A               | A               | ND              | SF    | A     | 2T    | 1T    |      | 0/7         | 6–7         | 46%         |
| US Open              | 1T              | 1T              | 1T              | A               | SF              | A               | A               | 1T              | 1T            | A               | 3T              | 2T              | A               | 3T              | 2T    | 3T    | 1T    | 3T    |      | 0/13        | 15–12       | 56%         |
| Vittorie–Sconfitte   | 0–3             | 0–4             | 6–4             | 2–1             | 4–1             | 1–2             | 4–1             | 3–4             | 10–3          | 1–1             | 2–1             | 1–2             | 0–1             | 4–3             | 9–4   | 5–2   | 2–4   | 12–4  | 5–1  | 1/47        | 71–46       | 61%         |
| Torneo di fine anno  |                 |                 |                 |                 |                 |                 |                 |                 |               |                 |                 |                 |                 |                 |       |       |       |       |      |             |             |             |
| ATP Finals, Torino   | Non qualificato | Non qualificato | Non qualificato | Non qualificato | Non qualificato | Non qualificato | Non qualificato | Non qualificato | RR            | Non qualificato | Non qualificato | Non qualificato | Non qualificato | Non qualificato | Alt   | NQ    | NQ    | RR    |      | 0/2         | 2–4         | 33%         |
| Vittorie–Sconfitte   | –               | –               | –               | –               | –               | –               | –               | –               | 1–2           | –               | –               | –               | –               | –               | –     | –     | –     | 1–2   | –    | 0/2         | 2–4         | 33%         |
| Nazionale            |                 |                 |                 |                 |                 |                 |                 |                 |               |                 |                 |                 |                 |                 |       |       |       |       |      |             |             |             |
| Giochi olimpici      | ND              | 1T              | Non disputati   | Non disputati   | Non disputati   | A               | Non disputati   | Non disputati   | Non disputati | A               | Non disputati   | Non disputati   | Non disputati   | Non disputati   | A     | ND    | ND    | 1T    | ND   | 0/2         | 0–2         | 0%          |
| Coppa Davis          | Z I             | Z I             | PO              | PO              | PO              | PO              | QF              | SF              | 1T            | QF              | QF              | QF              | RR              | QF              | QF    | SF    | V     | V     |      | 2/11        | 17–13       | 57%         |
| Vittorie–Sconfitte   | 0–0             | 0–2             | 1–0             | 2–1             | 1–0             | 0–0             | 1–0             | 2–1             | 2–0           | 1–0             | 1–1             | 1–1             | 0–2             | 1–0             | 0–0   | 3–2   | 0–2   | 1–3   | –    | 2/13        | 17–15       | 53%         |
| Statistiche Carriera |                 |                 |                 |                 |                 |                 |                 |                 |               |                 |                 |                 |                 |                 |       |       |       |       |      |             |             |             |
| Finali raggiunte     | 0               | 0               | 0               | 0               | 2               | 1               | 2               | 0               | 4             | 1               | 0               | 1               | 2               | 0               | 5     | 4     | 3     | 5     | 4    | 34          | 34          | 34          |
| Tornei vinti         | 0               | 0               | 0               | 0               | 2               | 0               | 1               | 0               | 1             | 1               | 0               | 0               | 0               | 0               | 3     | 2     | 1     | 3     | 3    | 17          | 17          | 17          |
| Vittorie–Sconfitte   | 1–8             | 11–8            | 13–15           | 7–7             | 22–6            | 4–11            | 14–2            | 6–8             | 29–19         | 7–4             | 8–8             | 9–7             | 13–12           | 10–10           | 31–18 | 39–23 | 23–22 | 42–20 | 19–8 | 311–231     | 311–231     | 311–231     |
| % Vittorie           | 11%             | 58%             | 46%             | 50%             | 79%             | 27%             | 88%             | 43%             | 60%           | 64%             | 50%             | 56%             | 52%             | 50%             | 63%   | 63%   | 51%   | 68%   | 70%  | 57.38%      | 57.38%      | 57.38%      |
| Ranking di fine anno | 425             | 113             | 68              | 167             | 39              | 274             | 55              | 143             | 13            | 123             | 171             | 97              | 80              | 68              | 25    | 21    | 56    | 11    |      | $ 7.637.334 | $ 7.637.334 | $ 7.637.334 |

1. ↑  Evento tenutosi a Londra fino al 2020.
2. ↑  La fase finale dell'edizione del 2020 della Coppa Davis è stata posticipata all'anno seguente a causa della pandemia di Covid-19.

### Vittorie contro giocatori top 10
| Anno     | 2007 | 2008 | 2009 | 2010 | 2011 | 2012 | 2013 | 2014 | 2015 | 2016 | 2017 | 2018 | 2019 | Totale |
| -------- | ---- | ---- | ---- | ---- | ---- | ---- | ---- | ---- | ---- | ---- | ---- | ---- | ---- | ------ |
| Vittorie | 0    | 0    | 0    | 0    | 0    | 0    | 0    | 0    | 2    | 0    | 0    | 0    | 0    | 2      |

| #    | Giocatore     | Rank | Evento                               | Superficie  | Turno | Punteggio        |
| ---- | ------------- | ---- | ------------------------------------ | ----------- | ----- | ---------------- |
| 2015 |               |      |                                      |             |       |                  |
| 1.   | Milos Raonic  | 6    | Open 13, Marsiglia                   | Cemento (i) | 2T    | 6–4, 3–6, 7–6(3) |
| 2.   | Tomáš Berdych | 5    | St. Petersburg Open, San Pietroburgo | Cemento (i) | 2T    | 7–6(5), 6–4      |

### Guadagni *
| Anno     | World Tour 250 | Challenger | Futures | Totale | Guadagni ($) | Posizione |
| -------- | -------------- | ---------- | ------- | ------ | ------------ | --------- |
| 2002     | 0              | 0          | 1       | 1      | 1.004        | 1259      |
| 2003     | 0              | 0          | 0       | 0      | 4.070        | 790       |
| 2004     | 0              | 0          | 4       | 4      | 13.903       | 451       |
| 2005     | 0              | 0          | 0       | 0      | 23.800       | 362       |
| 2006     | 0              | 3          | 0       | 3      | 109.645      | 175       |
| 2007     | 0              | 2          | 0       | 2      | 270.000      | 98        |
| 2008     | 0              | 1          | 0       | 1      | 657.826      | 40        |
| 2009     | 0              | 0          | 0       | 0      | 437.027      | 68        |
| 2010     | 0              | 1          | 0       | 1      | 228.672      | 122       |
| 2011     | 2              | 1          | 0       | 3      | 299.021      | 100       |
| 2012     | 0              | 1          | 0       | 1      | 40.695       | 158       |
| 2013     | 0              | 0          | 0       | 0      | 172.172      | 245       |
| Carriera | 2              | 9          | 5       | 16     | 2.257.838    | 245       |

*Singolare e Doppio sommati